# Robert F. Kennedy
Robert Francis (Bobby) Kennedy (Brookline (Massachusetts), 20 november 1925 – Los Angeles, 6 juni 1968) was een Amerikaans politicus van de Democratische Partij en advocaat, auteur en activist van beroep. Hij was de zevende van negen kinderen van Rose Fitzgerald en Joseph P. Kennedy sr. en een broer van de Amerikaanse president John F. Kennedy. Deze benoemde hem in januari 1961 tot minister van Justitie in zijn kabinet, waar hij daadkrachtig optrad tegen de Amerikaanse maffia. Hij werkte nauw samen met zijn broer tijdens de invasie in de Varkensbaai en de Cubacrisis. Robert Kennedy bleek als naaste adviseur een krachtig en loyaal politicus in verscheidene campagnes van zijn broer.
Op 5 juni 1968, tijdens een campagnebijeenkomst in Hotel Ambassador in Los Angeles voor de presidentsverkiezing van 1968, werd Kennedy neergeschoten. Hij overleed de volgende dag, op 42-jarige leeftijd.

## Hoofd onderzoekscommissie
Uit onvrede met het door de FBI gevoerde en volgens Robert Kennedy lakse vervolgingsbeleid tegen de georganiseerde misdaad beschouwde hij het als zijn katholieke plicht om zelf de strijd aan te gaan met wat hij de grootste bedreiging van de Amerikaanse democratie noemde. Aanvankelijk nog tot groot ongenoegen van zijn vader Joe Kennedy, die vreesde dat zijn schimmige zakenverleden (dranksmokkel tijdens de drooglegging) aan het licht zou komen. Van 1957 tot 1959 leidde advocaat Kennedy als hoofdadviseur (chief counsel) van de onderzoekscommissie 'Labor Rackets Committee' (ook bekend als de McClellan Committee) tijdens hoorzittingen in de Senaat een diepgaand onderzoek naar de corruptie en de invloed van de maffia binnen de Amerikaanse werknemersorganisaties. Tijdens deze hoorzittingen legde hij tientallen getuigen uit het criminele milieu het vuur na aan de schenen, onder wie Jimmy Hoffa, de leider van een met de maffia gelieerde transportvakbond (The Teamsters), en Sam Giancana, de beruchte maffiabaas van de moorddadige misdaadgroep Chicago Outfit. Zijn scherpe, gedurfde vraagstelling en hardnekkige opstelling maakten hem niet alleen populair bij het brede publiek, maar leverden hem ook politieke geloofwaardigheid en prestige op. Na (anonieme) doodsbedreigingen en kritiek van de Republikeinen en vakbonden als zou hij, te eenzijdig en slecht geïnformeerd zijnde, een loopje nemen met het Vijfde Amendement van de Amerikaanse grondwet (dat onder meer het verbod op zelfincriminatie garandeert) en onvoldoende oog hebben voor de uitbuiting door de werkgevers, nam hij eind 1959 ontslag uit de commissie. Kennedy zag het naar eigen zeggen als zijn familiale plicht om zijn broer John Kennedy, gemotiveerd door het succes van zijn broer, bij te staan tijdens de campagne voor de presidentsverkiezing van 1960.

## Minister en senator
Begin jaren zestig onderhandelde Kennedy met de Nederlandse minister Luns over de kwestie-Nieuw-Guinea, de laatste Nederlandse kolonie in "de Oost". Luns rekende op bijstand van de VS, maar Kennedy gaf te kennen Nederland niet militair te willen steunen. Robert Kennedy bleef na de moord op zijn broer minister van Justitie onder de nieuwe president Lyndon B. Johnson, ondanks hun wederzijdse antipathie. Toen zijn hoop op de kandidatuur voor het vicepresidentschap ijdel bleek, verliet hij de regering en stelde zich in 1964 kandidaat als senator voor de staat New York. Hij won de verkiezing van zijn tegenkandidaat Kenneth Keating en was van 1965 tot 1968 senator. Al op het Democratische Partijcongres van 1964 was gebleken hoe populair hij was; hij kon zijn toespraak daar pas beginnen na een twintig minuten durende orkaan van gejuich, die hijzelf zag als een eerbetoon aan zijn in november 1963 vermoorde broer.

## Presidentskandidaat
In 1968, na een korte aarzeling uit angst om uit te groeien tot splijtzwam van de Democraten, stelde hij zich kandidaat voor het presidentschap in de voorverkiezingen. President Johnson opteerde niet voor een volgende termijn en vicepresident Hubert Humphrey had nog geen voorverkiezing gewonnen. Zijn vooruitzichten om de Democratische kandidaat te worden leken zeer gunstig toen hij in een haastig geïmproviseerde campagne de overwinning behaalde in de belangrijke voorverkiezing van Californië, na eerdere overwinningen in Indiana, Nebraska en South Dakota.

## Moord
Na zijn dankrede in de balzaal van Hotel Ambassador in Los Angeles werd Robert Kennedy op 5 juni 1968 kort na middernacht neergeschoten. Dit gebeurde toen hij met zijn bewakers het hotel door de achteringang verliet en het hotelpersoneel de handen schudde. Volgens de officiële lezing dook plotseling Sirhan Sirhan voor hem op en vuurde enkele schoten op hem af. Een bewaker trok hem snel achterwaarts, maar kon niet voorkomen dat hij werd geraakt; eenmaal in zijn achterhoofd en tweemaal in zijn oksel. Robert Kennedy overleed de volgende dag in het ziekenhuis. Zijn lichaam werd opgebaard in de Saint Patrick's Cathedral in New York, waar op 8 juni een herdenkingsdienst werd gehouden. Zijn stoffelijk overschot werd direct na de kerkdienst van New York naar Washington overgebracht met een speciale trein, de RFK funeral train. Langs heel het traject vormden aanhangers erehagen.
Sirhan werd gearresteerd en ter dood veroordeeld. Zijn veroordeling werd later omgezet in een levenslange gevangenisstraf, die hij uitzit in de gevangenis van Corcoran in Californië.

## Wetenswaardigheden
In 1998 werd een bijzondere dollarmunt uitgegeven met de beeltenis van Robert Kennedy op de ene kant en emblemen van het ministerie van Justitie en de Senaat op de andere.
Op 20 november 2001, zijn 76e geboortedag, herdoopten de Amerikaanse president George W. Bush en minister van Justitie John Ashcroft in een feestelijke ceremonie het gebouw van het ministerie van Justitie in Washington in Robert F. Kennedy Department of Justice Building.
Robert Kennedy was een voorstander van het gebruik van Esperanto: "Het is heel waarschijnlijk dat een neutrale taal veel zou kunnen betekenen voor de communicatie tussen verschillende landen over de hele wereld. Esperanto is al lange tijd de voornaamste kandidaat."

## Kinderen
|                          |                          |                          |                          |                          |                          |  |  | Patrick Joseph 1858-1929            | Patrick Joseph 1858-1929            | Patrick Joseph 1858-1929            | Patrick Joseph 1858-1929            | Patrick Joseph 1858-1929            | Patrick Joseph 1858-1929            |  |  | Mary Augusta Hickey | Mary Augusta Hickey | Mary Augusta Hickey | Mary Augusta Hickey | Mary Augusta Hickey | Mary Augusta Hickey |  |  |                    |                    |                    |                    |                    |                    |  |  |                          |                          |                          |                          |                          |                          |  |  |                       |                       |                       |                       |                       |                       |  |  |                          |                          |                          |                          |                          |                          |  |  |                                   |                                   |                                   |                                   |                                   |                                   |  |  |                    |                    |                    |                    |                    |                    |  |  |                        |                        |                        |                        |                        |                        |
|                          |                          |                          |                          |                          |                          |  |  | Patrick Joseph 1858-1929            | Patrick Joseph 1858-1929            | Patrick Joseph 1858-1929            | Patrick Joseph 1858-1929            | Patrick Joseph 1858-1929            | Patrick Joseph 1858-1929            |  |  | Mary Augusta Hickey | Mary Augusta Hickey | Mary Augusta Hickey | Mary Augusta Hickey | Mary Augusta Hickey | Mary Augusta Hickey |  |  |                    |                    |                    |                    |                    |                    |  |  |                          |                          |                          |                          |                          |                          |  |  |                       |                       |                       |                       |                       |                       |  |  |                          |                          |                          |                          |                          |                          |  |  |                                   |                                   |                                   |                                   |                                   |                                   |  |  |                    |                    |                    |                    |                    |                    |  |  |                        |                        |                        |                        |                        |                        |
|                          |                          |                          |                          |                          |                          |  |  |                                     |                                     |                                     |                                     |                                     |                                     |  |  |                     |                     |                     |                     |                     |                     |  |  |                    |                    |                    |                    |                    |                    |  |  |                          |                          |                          |                          |                          |                          |  |  |                       |                       |                       |                       |                       |                       |  |  |                          |                          |                          |                          |                          |                          |  |  |                                   |                                   |                                   |                                   |                                   |                                   |  |  |                    |                    |                    |                    |                    |                    |  |  |                        |                        |                        |                        |                        |                        |
|                          |                          |                          |                          |                          |                          |  |  |                                     |                                     |                                     |                                     |                                     |                                     |  |  |                     |                     |                     |                     |                     |                     |  |  |                    |                    |                    |                    |                    |                    |  |  |                          |                          |                          |                          |                          |                          |  |  |                       |                       |                       |                       |                       |                       |  |  |                          |                          |                          |                          |                          |                          |  |  |                                   |                                   |                                   |                                   |                                   |                                   |  |  |                    |                    |                    |                    |                    |                    |  |  |                        |                        |                        |                        |                        |                        |
| Joseph Patrick 1888-1969 | Joseph Patrick 1888-1969 | Joseph Patrick 1888-1969 | Joseph Patrick 1888-1969 | Joseph Patrick 1888-1969 | Joseph Patrick 1888-1969 |  |  | Rose Elizabeth Fitzgerald           | Rose Elizabeth Fitzgerald           | Rose Elizabeth Fitzgerald           | Rose Elizabeth Fitzgerald           | Rose Elizabeth Fitzgerald           | Rose Elizabeth Fitzgerald           |  |  | Mary Loretta        | Mary Loretta        | Mary Loretta        | Mary Loretta        | Mary Loretta        | Mary Loretta        |  |  | Margaret Louise    | Margaret Louise    | Margaret Louise    | Margaret Louise    | Margaret Louise    | Margaret Louise    |  |  |                          |                          |                          |                          |                          |                          |  |  |                       |                       |                       |                       |                       |                       |  |  |                          |                          |                          |                          |                          |                          |  |  |                                   |                                   |                                   |                                   |                                   |                                   |  |  |                    |                    |                    |                    |                    |                    |  |  |                        |                        |                        |                        |                        |                        |
| Joseph Patrick 1888-1969 | Joseph Patrick 1888-1969 | Joseph Patrick 1888-1969 | Joseph Patrick 1888-1969 | Joseph Patrick 1888-1969 | Joseph Patrick 1888-1969 |  |  | Rose Elizabeth Fitzgerald           | Rose Elizabeth Fitzgerald           | Rose Elizabeth Fitzgerald           | Rose Elizabeth Fitzgerald           | Rose Elizabeth Fitzgerald           | Rose Elizabeth Fitzgerald           |  |  | Mary Loretta        | Mary Loretta        | Mary Loretta        | Mary Loretta        | Mary Loretta        | Mary Loretta        |  |  | Margaret Louise    | Margaret Louise    | Margaret Louise    | Margaret Louise    | Margaret Louise    | Margaret Louise    |  |  |                          |                          |                          |                          |                          |                          |  |  |                       |                       |                       |                       |                       |                       |  |  |                          |                          |                          |                          |                          |                          |  |  |                                   |                                   |                                   |                                   |                                   |                                   |  |  |                    |                    |                    |                    |                    |                    |  |  |                        |                        |                        |                        |                        |                        |
|                          |                          |                          |                          |                          |                          |  |  |                                     |                                     |                                     |                                     |                                     |                                     |  |  |                     |                     |                     |                     |                     |                     |  |  |                    |                    |                    |                    |                    |                    |  |  |                          |                          |                          |                          |                          |                          |  |  |                       |                       |                       |                       |                       |                       |  |  |                          |                          |                          |                          |                          |                          |  |  |                                   |                                   |                                   |                                   |                                   |                                   |  |  |                    |                    |                    |                    |                    |                    |  |  |                        |                        |                        |                        |                        |                        |
|                          |                          |                          |                          |                          |                          |  |  |                                     |                                     |                                     |                                     |                                     |                                     |  |  |                     |                     |                     |                     |                     |                     |  |  |                    |                    |                    |                    |                    |                    |  |  |                          |                          |                          |                          |                          |                          |  |  |                       |                       |                       |                       |                       |                       |  |  |                          |                          |                          |                          |                          |                          |  |  |                                   |                                   |                                   |                                   |                                   |                                   |  |  |                    |                    |                    |                    |                    |                    |  |  |                        |                        |                        |                        |                        |                        |
| Joseph Patrick 1915-1944 | Joseph Patrick 1915-1944 | Joseph Patrick 1915-1944 | Joseph Patrick 1915-1944 | Joseph Patrick 1915-1944 | Joseph Patrick 1915-1944 |  |  | John Fitzgerald president 1917-1963 | John Fitzgerald president 1917-1963 | John Fitzgerald president 1917-1963 | John Fitzgerald president 1917-1963 | John Fitzgerald president 1917-1963 | John Fitzgerald president 1917-1963 |  |  | Jacqueline Bouvier  | Jacqueline Bouvier  | Jacqueline Bouvier  | Jacqueline Bouvier  | Jacqueline Bouvier  | Jacqueline Bouvier  |  |  | Rosemary 1918-2005 | Rosemary 1918-2005 | Rosemary 1918-2005 | Rosemary 1918-2005 | Rosemary 1918-2005 | Rosemary 1918-2005 |  |  | Kathleen Agnes 1920-1948 | Kathleen Agnes 1920-1948 | Kathleen Agnes 1920-1948 | Kathleen Agnes 1920-1948 | Kathleen Agnes 1920-1948 | Kathleen Agnes 1920-1948 |  |  | Eunice Mary 1921-2009 | Eunice Mary 1921-2009 | Eunice Mary 1921-2009 | Eunice Mary 1921-2009 | Eunice Mary 1921-2009 | Eunice Mary 1921-2009 |  |  | Patricia Helen 1924-2006 | Patricia Helen 1924-2006 | Patricia Helen 1924-2006 | Patricia Helen 1924-2006 | Patricia Helen 1924-2006 | Patricia Helen 1924-2006 |  |  | Robert Francis minister 1925-1968 | Robert Francis minister 1925-1968 | Robert Francis minister 1925-1968 | Robert Francis minister 1925-1968 | Robert Francis minister 1925-1968 | Robert Francis minister 1925-1968 |  |  | Jean Ann 1928-2020 | Jean Ann 1928-2020 | Jean Ann 1928-2020 | Jean Ann 1928-2020 | Jean Ann 1928-2020 | Jean Ann 1928-2020 |  |  | Edward Moore 1932-2009 | Edward Moore 1932-2009 | Edward Moore 1932-2009 | Edward Moore 1932-2009 | Edward Moore 1932-2009 | Edward Moore 1932-2009 |
| Joseph Patrick 1915-1944 | Joseph Patrick 1915-1944 | Joseph Patrick 1915-1944 | Joseph Patrick 1915-1944 | Joseph Patrick 1915-1944 | Joseph Patrick 1915-1944 |  |  | John Fitzgerald president 1917-1963 | John Fitzgerald president 1917-1963 | John Fitzgerald president 1917-1963 | John Fitzgerald president 1917-1963 | John Fitzgerald president 1917-1963 | John Fitzgerald president 1917-1963 |  |  | Jacqueline Bouvier  | Jacqueline Bouvier  | Jacqueline Bouvier  | Jacqueline Bouvier  | Jacqueline Bouvier  | Jacqueline Bouvier  |  |  | Rosemary 1918-2005 | Rosemary 1918-2005 | Rosemary 1918-2005 | Rosemary 1918-2005 | Rosemary 1918-2005 | Rosemary 1918-2005 |  |  | Kathleen Agnes 1920-1948 | Kathleen Agnes 1920-1948 | Kathleen Agnes 1920-1948 | Kathleen Agnes 1920-1948 | Kathleen Agnes 1920-1948 | Kathleen Agnes 1920-1948 |  |  | Eunice Mary 1921-2009 | Eunice Mary 1921-2009 | Eunice Mary 1921-2009 | Eunice Mary 1921-2009 | Eunice Mary 1921-2009 | Eunice Mary 1921-2009 |  |  | Patricia Helen 1924-2006 | Patricia Helen 1924-2006 | Patricia Helen 1924-2006 | Patricia Helen 1924-2006 | Patricia Helen 1924-2006 | Patricia Helen 1924-2006 |  |  | Robert Francis minister 1925-1968 | Robert Francis minister 1925-1968 | Robert Francis minister 1925-1968 | Robert Francis minister 1925-1968 | Robert Francis minister 1925-1968 | Robert Francis minister 1925-1968 |  |  | Jean Ann 1928-2020 | Jean Ann 1928-2020 | Jean Ann 1928-2020 | Jean Ann 1928-2020 | Jean Ann 1928-2020 | Jean Ann 1928-2020 |  |  | Edward Moore 1932-2009 | Edward Moore 1932-2009 | Edward Moore 1932-2009 | Edward Moore 1932-2009 | Edward Moore 1932-2009 | Edward Moore 1932-2009 |
|                          |                          |                          |                          |                          |                          |  |  |                                     |                                     |                                     |                                     |                                     |                                     |  |  |                     |                     |                     |                     |                     |                     |  |  |                    |                    |                    |                    |                    |                    |  |  |                          |                          |                          |                          |                          |                          |  |  |                       |                       |                       |                       |                       |                       |  |  |                          |                          |                          |                          |                          |                          |  |  |                                   |                                   |                                   |                                   |                                   |                                   |  |  |                    |                    |                    |                    |                    |                    |  |  |                        |                        |                        |                        |                        |                        |
|                          |                          |                          |                          |                          |                          |  |  |                                     |                                     |                                     |                                     |                                     |                                     |  |  |                     |                     |                     |                     |                     |                     |  |  |                    |                    |                    |                    |                    |                    |  |  |                          |                          |                          |                          |                          |                          |  |  |                       |                       |                       |                       |                       |                       |  |  |                          |                          |                          |                          |                          |                          |  |  |                                   |                                   |                                   |                                   |                                   |                                   |  |  |                    |                    |                    |                    |                    |                    |  |  |                        |                        |                        |                        |                        |                        |
|                          |                          |                          |                          |                          |                          |  |  | Caroline Kennedy                    | Caroline Kennedy                    | Caroline Kennedy                    | Caroline Kennedy                    | Caroline Kennedy                    | Caroline Kennedy                    |  |  | John F. Kennedy jr. | John F. Kennedy jr. | John F. Kennedy jr. | John F. Kennedy jr. | John F. Kennedy jr. | John F. Kennedy jr. |  |  |                    |                    |                    |                    |                    |                    |  |  |                          |                          |                          |                          |                          |                          |  |  |                       |                       |                       |                       |                       |                       |  |  |                          |                          |                          |                          |                          |                          |  |  |                                   |                                   |                                   |                                   |                                   |                                   |  |  |                    |                    |                    |                    |                    |                    |  |  |                        |                        |                        |                        |                        |                        |

Samen met Ethel Skakel, met wie hij in 1950 trouwde, kreeg hij elf kinderen:
- Kathleen Hartington (1951)
- Joseph Patrick II (1952)
- Robert Francis jr. (1954)
- David Anthony (1955–1984)
- Mary Courtney (1956)
- Michael LeMoyne (1958–1997)
- Mary Kerry (1959)
- Christopher George (1963)
- Matthew Maxwell Taylor (1965)
- Douglas Harriman (1967)
- Rory Elizabeth Katherine (1968)

## Afbeeldingen

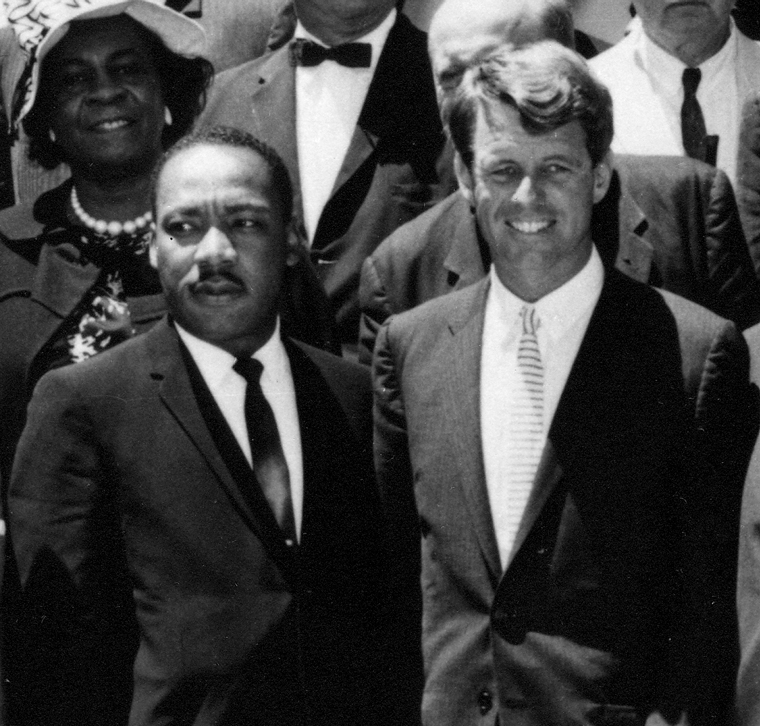
Robert Kennedy en Martin Luther King in 1963
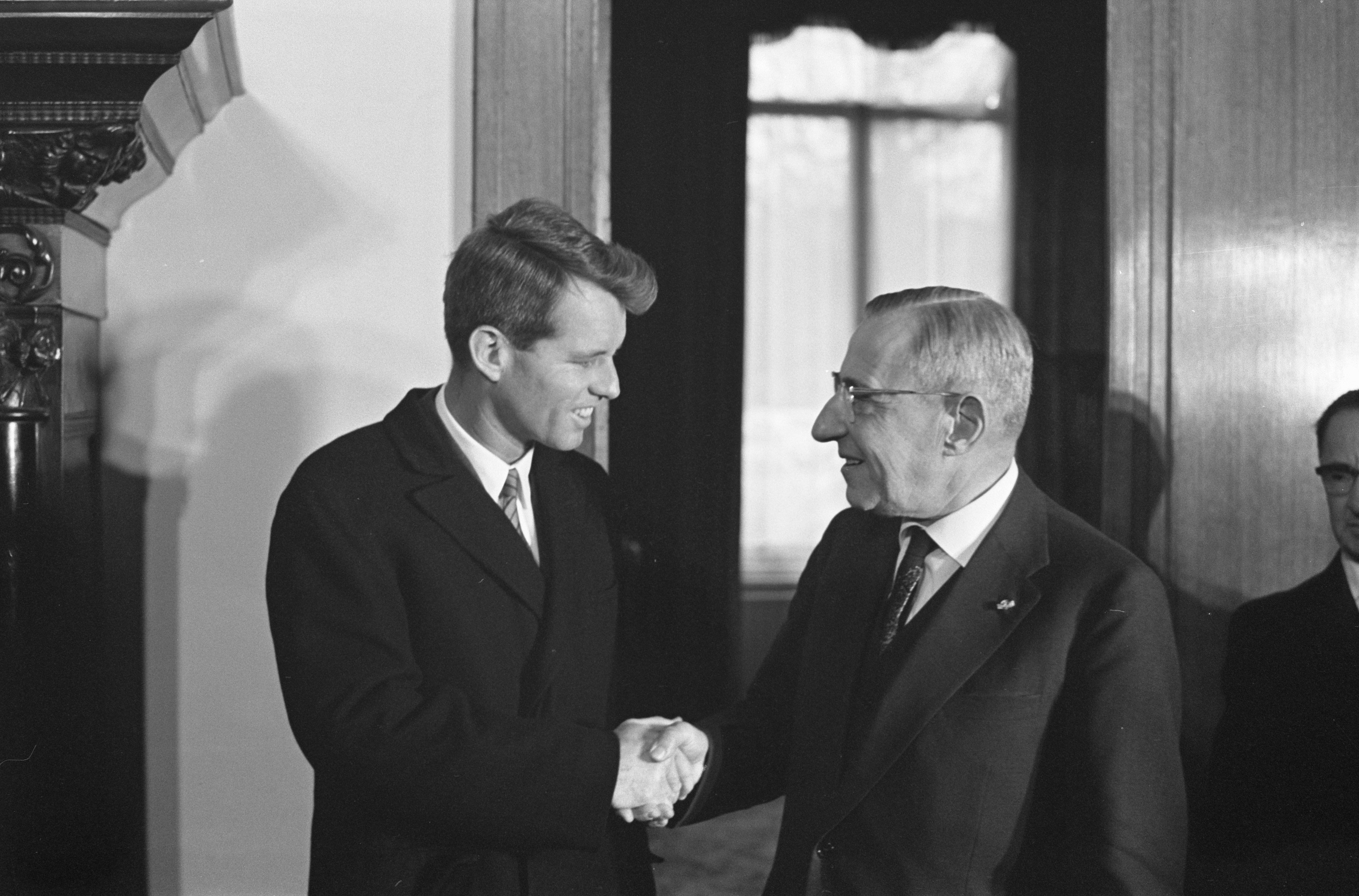
Robert Kennedy in 1962 op bezoek in Nederland met minister-president Jan de Quay
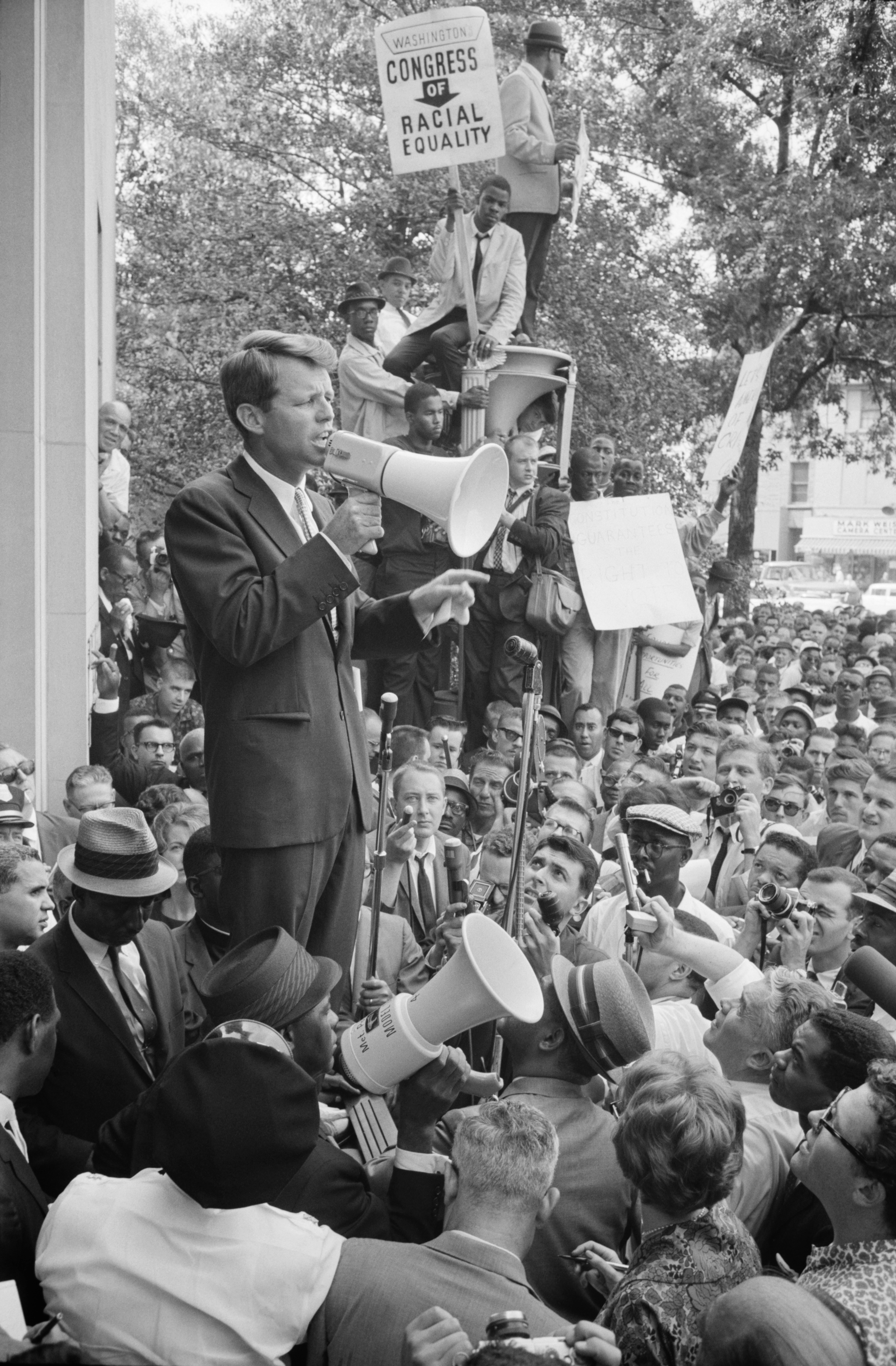
Robert Kennedy op campagne in 1963